# Jonathan Eybeschütz

Jonathan Eybeschütz

Jonathan ben Nathan Eybeschütz (geboren 1690 in Krakau; gestorben 18. September 1764 in Altona) war ein Talmudist und Kabbalist, der vor allem durch einen Religionsstreit – seine jahrelange Auseinandersetzung mit Rabbiner Jacob Emden – bekannt wurde.

## Leben und Werk
Eybeschütz war ein Wunderkind und studierte in Polen, Mähren und Prag. Nach dem Tod seines Vaters, der als Rabbiner in Eibenschütz (heute Ivančice, unweit von Brünn in Mähren) amtiert hatte, führte er seine Studien in Prossnitz (Prostějov) und Wien unter Samson Wertheimer weiter. Er heiratete die Tochter des Gerichtsvorsitzenden von Bunzlau und ließ sich nach einigen Reisejahren in Prag nieder. Hier pflegte er Kontakt mit führenden christlichen Kreisen und diskutierte mit ihnen über religiöse Themen. Mit Hilfe von Kardinal Hassebauer erhielt er die Erlaubnis zum Druck des Talmud, wobei sämtliche Stellen im Widerspruch zu christlichen Prinzipien gestrichen wurden. Dies rief den Zorn von David Oppenheimer und der Rabbiner aus Frankfurt am Main hervor, welche die Druckerlaubnis widerrufen ließen. In Prag genoss Eybeschütz hohes Ansehen und gehörte 1725 zu den Prager Rabbinern, welche die Anhänger von Schabbtai Zvi bannten. Nach dem Tod von David Oppenheimer 1736 wurde er zum Dajan (Richter) von Prag berufen. 1741 wurde er Rabbiner in Metz und zog 1750 in das zum Gesamtstaat Dänemark gehörende Altona, wo er Rabbiner der Dreigemeinden Altona, Hamburg und Wandsbek wurde. In Metz und Altona hatte er zahlreiche Schüler und galt als großer Prediger.
In Altona entspann sich jedoch um Eybeschütz eine heftige Kontroverse, die ihn bis zu seinem Lebensende begleitete, wobei Rabbiner Jacob Emden sein bedeutendster Opponent war. Hauptsächlich ging es dabei um vermutete Anlehnungen von Eybeschütz an den Sabbatianismus, die Lehre des angeblichen Messias Schabbtai Zvi. Als 1751 einige Amulette von Eybeschütz in Metz und Altona geöffnet wurden, entwickelte sich der sogenannte Amulettenstreit. Jacob Emden entzifferte die Amulette und fand darin sabbatianische Formeln. Eybeschütz bestritt jedoch, dass die Amulette irgendeine logische Bedeutung hätten, und meinte, sie bestünden ausschließlich aus „heiligen Namen“. In jüdischen Gemeinden von den Niederlanden bis Polen wurde der Konflikt zum Tagesgespräch. Während die meisten deutschen Rabbiner sich gegen Eybeschütz stellten, fand er bei polnischen und mährischen Rabbinern Unterstützung. Nach einem erfolglosen Vermittlungsversuch durch den Prager Rabbiner Ezechiel Landau wandten sich beide Seiten an die Behörden in Hamburg und Friedrich V., als König von Dänemark der Landesherr von Altona, mit der Bitte um eine gerichtliche Regelung. Der dänische König stand auf Eybeschütz’ Seite und verordnete Neuwahlen, bei denen Eybeschütz in seinem Amt bestätigt wurde. Die literarische Polemik wurde jedoch fortgeführt, wobei sich auch christliche Gelehrte auf Eybeschütz’ Seite schlugen. Nach seiner Wiederwahl weigerte sich Eybeschütz, vor einer Rabbinerkommission mit Vertretern aus Frankfurt, Amsterdam und Metz zu erscheinen. 1753 wurde die Angelegenheit vor den Rat der vier Länder gebracht, welcher einen Entscheid zu seinen Gunsten fällte. 1760 brach der Streit erneut aus, als sich Eybeschütz’ jüngerer Sohn Wolf als sabbatianischer Prophet ausgab und weitere sabbatianische Anhänger unter den Schülern von Eybeschütz’ Jeschiwa ausfindig gemacht wurden, weshalb die Jeschiwa geschlossen wurde. Während des Besuchs von Moses Mendelssohn in Hamburg 1761 behandelte ihn Eybeschütz mit großem Respekt und veröffentlichte einen Brief an ihn. Eybeschütz starb in Altona und liegt auf dem dortigen jüdischen Friedhof begraben.
Eybeschütz galt nicht nur als einer der größten Prediger seiner Zeit, sondern auch als einer der bedeutendsten talmudischen Gelehrten. Im Bereich der Halacha sind dreißig seiner Werke veröffentlicht worden. Sie enthalten Kommentare zu verschiedenen Traktaten des Talmud und zu Werken Maimonides’. Er galt auch als bedeutender Kabbalist, doch nur eines seiner Bücher über die Kabbala, Schem Olam („Name der Welt“ bzw. „Ewiger Name“) wurde 1891 gedruckt. Hinsichtlich der Beziehung von Eybeschütz zum Sabbatianismus bestehen drei verschiedene Meinungen: 1) er sei nie Sabbatianer gewesen, und diesbezügliche Verdächtigungen entbehrten jeder Grundlage; 2) er sei in seiner Jugend Sabbatianer gewesen und habe nach der Aussprechung des Banns 1725 seine Beziehungen zu der Gruppe abgebrochen; 3) er sei seit seinem Studium in Prossnitz und Prag bis zum Ende seines Lebens ein versteckter Anhänger des Sabbatianismus („Krypto-Sabbatianer“) gewesen. Letztere Meinung wird unter anderem von Heinrich Graetz und Gershom Scholem vertreten.